# Leinenmühle
Leinenmühle ist ein Gemeindeteil der Stadt Ludwigsstadt im Landkreis Kronach (Oberfranken, Bayern).

## Geographie
Der Weiler liegt im tief eingeschnittenen Tal des Haßbaches. Innerorts mündet der Dorfbach als linker Zufluss in den Haßbach. Der Ort ist von bewaldeten Anhöhen des Frankenwaldes umgeben, dem Schwarzen Berg im Osten (673 m ü. NHN), der Warthe im Süden (667 m ü. NHN) und dem Hofgelänge im Westen (656 m ü. NHN). Die Bundesstraße 85 führt am Ort vorbei nach Ludwigsstadt (1,8 km nördlich) bzw. nach Steinbach am Wald (3,6 km südwestlich). Die Frankenwaldbahn verläuft westlich parallel zur Bundesstraße.

## Geschichte
Der Zimmerermeister Hans Bleyer erhielt 1668 die Genehmigung, am Lauenhainerbach eine Mühle mit Wohnhaus zu bauen. Im Wohnhaus wurde eine Mahl- und Ölmühle eingerichtet. Später folgte als Anbau eine Schneidmühle. Im Jahr 1808 wurde das Anwesen beschrieben als Mahl-, Schneid-, Loh- und Ölmühle, das Werk befand sich im zweigeschossigen Wohnhaus. Außerdem gab es ein bewohnbares Nebengebäude der Schneidmühlhütte und eine Scheune. Im Jahr 1991 wurde das Gewerbe der Holzschneidmühle abgemeldet. Aus einer Flaschenbierhandlung entstand 1892 für über 100 Jahre ein Gasthaus.
Leinenmühle (auch Lauenhainermühle genannt) gehörte zur Realgemeinde Ludwigsstadt. Gegen Ende des 18. Jahrhunderts wurde sie als Mahl- und Schneidmühle genutzt. Das Hochgericht übte das bayreuthische Amt Lauenstein aus. Die Grundherrschaft über das Anwesen hatte das Kastenamt Lauenstein inne.:S. 490
Von 1797 bis 1808 unterstand der Ort dem Justiz- und Kammeramt Lauenstein. Mit dem Ersten Gemeindeedikt wurde Leinenmühle dem 1808 gebildeten Steuerdistrikt Lauenstein und der 1818 gebildeten Ruralgemeinde Ludwigsstadt zugewiesen.:S. 590f

### Baudenkmäler

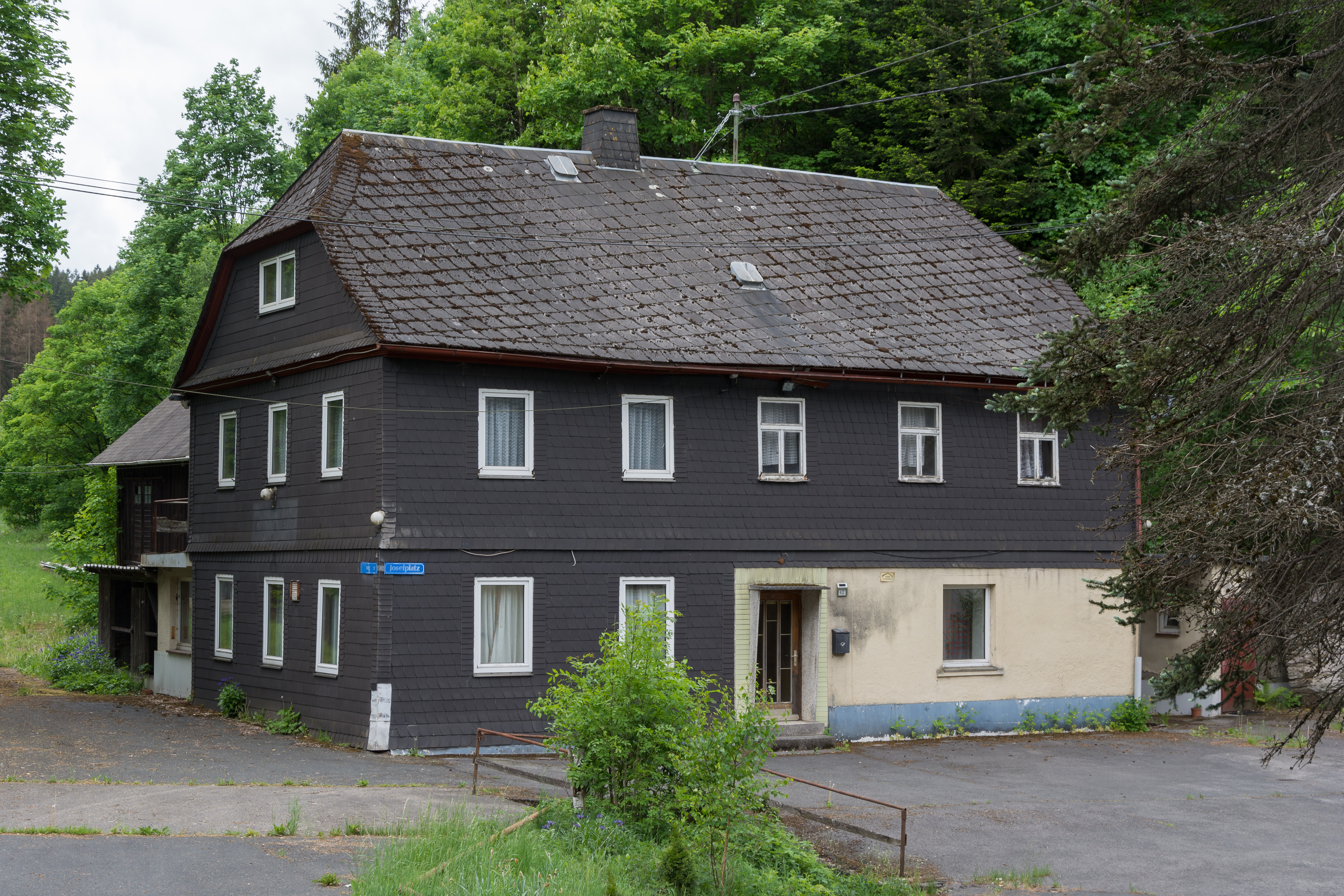
Kronacher Straße 42

Das ehemalige Gasthaus mit der Adresse Kronacher Str. 42 ist ein zweigeschossiges, zum größten Teil verschiefertes Gebäude mit einem Halbwalmdach. Der Scheitelstein am Haustürsturz trug die Bezeichnung „JF 1851“.

### Einwohnerentwicklung
| Jahr      | 001818   | 001861 | 001871 | 001885 | 001900 | 001925 | 001950 | 001961 | 001970 | 001987 |
| Einwohner | *        | 9      | 8      | 24     | 18     | 18     | 27     | 5      | 16     | 4      |
| Häuser    | *        |        |        | 2      | 2      | 3      | 3      | 1      |        | 4      |
| Quelle    | :S. 590f | [ 8 ]  | [ 9 ]  | [ 10 ] | [ 11 ] | [ 12 ] | [ 13 ] | [ 14 ] | [ 15 ] | [ 1 ]  |

## Religion
Der Ort ist evangelisch-lutherisch geprägt und nach St. Michael (Ludwigsstadt) gepfarrt.:S. 490